# BAPCo
BAPCo (ang. Business Applications Performance Corporation) – organizacja non-profit założona w 1991, z siedzibą w Santa Clara w Kalifornii, która opracowuje serię benchmarków SYSmark do testowania oprogramowania w środowisku klient-serwer i komputerów przenośnych. Opracowała także test oceniający żywotność baterii.